# Rinodinella
Rinodinella is een geslacht van korstmossen behorend tot de familie Physciaceae. De typesoort is Rinodinella controversa.

## Soorten
Volgens Index Fungorum telt het geslacht drie soorten (peildatum januari 2024):
| Soortnaam               | Auteur(s)                         | Publicatiejaar |
| ----------------------- | --------------------------------- | -------------- |
| Rinodinella controversa | (A. Massal.) H. Mayrhofer & Poelt | 1978           |
| Rinodinella fertilis    | (Körb.) Elix                      | 2010           |
| Rinodinella halophila   | (Müll. Arg.) H. Mayrhofer         | 1984           |